# Fabijoniškės
Fabijoniškės seniūnija (litauisk: Fabijoniškių seniūnija) er en seniūnija (dansk: bydel) i udkanten af Vilnius, beliggende på højre side af Neris.
Fabijoniškės seniūnija består af kvartererne Bajorai, Fabijoniškės og Pavilionys.